# Marien rijk Zuidelijke Oceaan
Het Marien rijk Zuidelijke Oceaan (Engels: Southern Ocean) is een biogeografisch rijk en ligt in in de Zuidelijke Oceaan voor de kust van Antarctica. Het marien rijk is vastgesteld door het World Wide Fund for Nature en The Nature Conservancy.
Naar het noorden ligt het marien rijk Gematigd Zuid-Amerika, in het noorden aan het marien rijk Gematigd Zuidelijk Afrika, in het noorden aan het marien rijk Gematigd Australazië en in het noorden aan het marien rijk Oostelijke Indo-Pacific.

## Biogeografie
Het gebied kent zeeleven dat houdt van arctische temperaturen.

## Mariene ecoregio's
Deze mariene provincie bestaat uit 4 mariene provincies:
- Mariene provincie Subantarctische Eilanden (59)
- Mariene provincie Scotiazee (60)
- Mariene provincie Continentaal Hoog Antarctica (61)
- Mariene provincie Subantarctisch Nieuw-Zeeland (62)